# Награди „Оскар“ (72-ра церемония)
Седемдесет и втората церемония по връчване на филмовите награди „Оскар“ се провежда на 26 март 2000 година. На нея се връчват призове за най-добри постижения във филмовото изкуство за предходната 1999 година. Събитието се провежда в Шрайн Аудиториум, Лос Анджелис. За седми път представлението се води от актьора Били Кристъл.
Големият победител на вечерта е съвременната житейска драма „Американски прелести” на режисьора Сам Мендес, с 8 номинации за награда в различните категории, печелейки 5 от тях.
Сред останалите основни заглавия са романтичната история „Правилата на дома“ на Ласе Халстрьом, корпоративната драма „Вътрешен човек“ на Майкъл Ман, трилърът „Шесто чувство“ на М. Найт Шаямалан и психологическата интрига „Талантливият мистър Рипли“ на Антъни Мингела.
С получаването на приза за поддържаща женска роля на тазвечершната церемония, Анжелина Джоли заедно с баща си Джон Войт, лауреат от 51-вата церемония, стават втората двойка баща-дъщеря с награди „Оскар“.

## Филми с множество номинации и награди
| Долуизброените филми получават повече от 2 номинации в различните категории за настоящата церемония: - 8 номинации: Американски прелести - 7 номинации: Правилата на дома, Вътрешен човек - 6 номинации: Шесто чувство - 5 номинации: Талантливият мистър Рипли - 4 номинации: Матрицата, Зеленият път, Бъркотия - 3 номинации: Да бъдеш Джон Малкович, Магнолия, Слийпи Холоу, Междузвездни войни: Епизод I - Невидима заплаха | Долуизброените филми получават повече от 1 награда „Оскар“ на настоящата церемония: - 5 статуетки: Американски прелести - 4 статуетки: Матрицата - 2 статуетки: Правилата на дома, Бъркотия |

## Номинации и награди
Долната таблица показва номинациите за наградите в основните категории. Победителите са изписани на първо място с удебелен шрифт.
| Най-добър филм | Най-добър режисьор |
| --- | --- |
| - Американски прелести - Правилата на дома - Зеленият път - Вътрешен човек - Шесто чувство                                                                                | - Сам Мендес – Американски прелести - Ласе Халстрьом – Правилата на дома - Спайк Джоунс – Да бъдеш Джон Малкович - Майкъл Ман – Вътрешен човек - М. Найт Шаямалан – Шесто чувство                   |
| Най-добра мъжка роля | Най-добра женска роля |
| - Кевин Спейси – Американски прелести - Ръсел Кроу – Вътрешен човек - Ричард Фарнсуорт – Историята на Страйт - Шон Пен – Сладък и подъл - Дензъл Уошингтън – Ураганът     | - Хилари Суонк – Момчетата не плачат - Анет Бенинг – Американски прелести - Джанет Мактиър – Бурени - Джулиан Мур – Краят на аферата - Мерил Стрийп – Музика от сърцето                             |
| Най-добра поддържаща мъжка роля | Най-добра поддържаща женска роля |
| - Майкъл Кейн – Правилата на дома - Том Круз – Магнолия - Майкъл Кларк Дънкан – Зеленият път - Джуд Лоу – Талантливият мистър Рипли - Хейли Джоуел Осмент – Шесто чувство | - Анжелина Джоли – Луди години - Тони Колет – Шесто чувство - Катрин Кийнър – Да бъдеш Джон Малкович - Саманта Мортън – Сладък и подъл - Клоуи Севени – Момчетата не плачат                         |
| Най-добър оригинален сценарий | Най-добър адаптиран сценарий |
| - Американски прелести – Алън Бол - Да бъдеш Джон Малкович – Чарли Кауфман - Магнолия – Пол Томас Андерсън - Шесто чувство – М. Найт Шаямалан - Бъркотия – Майк Ли        | - Правилата на дома – Джон Ървинг - Съперници – Александър Пейн и Джим Тейлър - Зеленият път – Франк Дърабонт - Вътрешен човек – Майкъл Ман и Ерик Рот - Талантливият мистър Рипли – Антъни Мингела |
| Най-добра кинематография (операторско майсторство) | Най-добър чуждоезичен филм |
| - Американски прелести – Конрад Хол - Краят на аферата – Роджър Прат - Вътрешен човек – Данте Спиноти - Слийпи Холоу – Емануел Любецки - Кедри в снега – Робърт Ричардсън | - Всичко за майка ми (Испания) - Хималая - детството на един вожд (Непал) - Изток - Запад (Франция) - Соломон и Гейнор (Великобритания) (филмът е на уелски диалект) - Под слънцето (Швеция)        |

## Галерия
| Сам Мендес „Оскар“ за режисура | Кевин Спейси „Оскар“ за главна мъжка роля | Хилари Суонк „Оскар“ за главна женска роля | Майкъл Кейн „Оскар“ за поддържаща мъжка роля | Анжелина Джоли „Оскар“ за поддържаща женска роля |
| ------------------------------ | ----------------------------------------- | ------------------------------------------ | -------------------------------------------- | ------------------------------------------------ |
|                                |                                           |                                            |                                              |                                                  |